# Кочетов, Александр Васильевич
Александр Васильевич Кочетов (8 марта 1919 — 31 января 1994) — Герой Советского Союза, лётчик-истребитель, участник Великой Отечественной войны.

## Биография
Родился 8 марта 1919 года в Алатыре Симбирской губернии в семье рабочего. Русский.
В 1927 году пошёл в школу, окончил 8 классов в Алатырской школе № 5.
В в 1936—1937 годах учился в Алатырской школе ФЗУ, после окончания школы работал помощником машиниста в депо станции Алатырь и одновременно проходил обучение в Алатырском аэроклубе.
В ноябре 1938 года был призван в армию и направлен в Энгельсское военное авиационное училище лётчиков, которое окончил в 1940 году. Дальнейшую службу проходил в истребительных частях Киевского особого военного округа.
Участник Великой Отечественной войны с июня 1941 года. Воевал на истребителях И-16, Як-1, Як-7 и Як-9 в составе 629-го и 43-го истребительного авиационного полка.
На личном счету Кочетова за годы войны 34 сбитых самолёта противника, 8 самолётов сбито в группе с товарищами, совершено 488 боевых вылетов, проведено 105 воздушных боев.
Член ВЛКСМ с 1937 года, член ВКП(б) с декабря 1943 года.
13 апреля 1944 года за мужество и отвагу, проявленные в боях с врагом, ему было присвоено звание Героя Советского Союза с вручением ордена Ленина и медали «Золотая Звезда».

Летом 1944-го, получив короткий отпуск, Александр Васильевич отправился в родной город Алатырь. Обаяние 25-летнего богатыря с Золотой Звездой на груди было так велико, что алатырцы начали собирать деньги на покупку самолёта для Кочетова. Инициативу железнодорожников подхватили трудящиеся города, работники Алатырского леспромхоза. И 20 декабря 1944 года в части, где сражался наш земляк, состоялось вручение 12 боевых самолётов, построенных на средства, собранные трудящимися Чувашии. Причем Кочетову стали вручать сразу два «Яка» — от алатырцев и от Абдуллы Гаязова — председателя колхоза «Марс» Яльчикского района Чувашской АССР с надписью на борту: «От колхозника Гаязова». Но Герой Советского Союза Александр Кочетов оставил себе только один самолёт, второй передал своему товарищу Спартаку Маковскому. На этих самолётах летчики 3-й эскадрильи летали до конца войны.— «Советская Чувашия»
Войну Кочетов заканчивал командиром эскадрильи 54-го гвардейского истребительного авиационного полка в небе Кенигсберга на самолётах Bell P-39 Airacobra. В 1946 году переучился на новый самолёт Bell P-63 Kingcobra. Продолжил службу в ВВС до 1947 года, после чего, по состоянию здоровья, был уволен в запас.
По окончании службы вернулся в родной Алатырь, где был принят на обучение в Порецкую (вечернюю) школу № 1.
В 1950 году получил аттестат зрелости, сдав экзамены за курс средней школы.
С 1947 по 1955 год работал в системе ДОСААФ Чувашской АССР.
В 1955 году Кочетов был восстановлен на военной службе, но уже во внутренних войсках Министерства внутренних дел СССР. В 1960 году закончил службу в звании полковника.
Также, в 1955 году поступил заочно на историческое отделение историко-филологического факультета Чувашского пединститута, закончил его в 1961 году по специальности «История».
С 1961 года Кочетов работал начальником Чебоксарской радиотехнической школы, в 1969—1979 годах возглавлял Чебоксарский стрелково-спортивный клуб.
Скончался 31 января 1994 года. Похоронен в городе Чебоксары.

## Семья
- Дочь — Кочетова Адалина Александровна[7], родилась 22 июня 1941 года[6].
- Сын — Кочетов Валерий Александрович, родился 16 марта 1945 года, умер 17 марта 2005.
- Сын — Кочетов Александр Александрович. 
  - Шесть внучек и два внука.
    - Правнучка А. В. Кочетова — олимпийская чемпионка 2014 года в фигурном катании Аделина Сотникова[7].

## Память
- В честь А. В. Кочетова названы улицы в Чебоксарах[8] и Алатыре[9], а также в г. Стерлитамак Республики Башкортостан.
- Чувашский кадетский корпус Приволжского федерального округа имени Героя Советского Союза А. В. Кочетова (Чебоксары)[10][11], при котором действует музей героя[12].
- Личные вещи А. В. Кочетова: мундир, награды и фотографии, которые он сам передал ещё при жизни[6], хранятся в экспозиции музея имени Чапаева в Чебоксарах.
- Портрет А. В. Кочетова размещён на мемориальной стене земляков — Героев Советского Союза в парке ветеранов города Алатыря.
- На домах в Алатыре и Чебоксарах, где жил Кочетов, установлены мемориальные доски.
- Имя А. В. Кочетова высечено на гранитной плите на аллее Героев Советского Союза в Мелитополе[1].